# Linia kolejowa nr 286

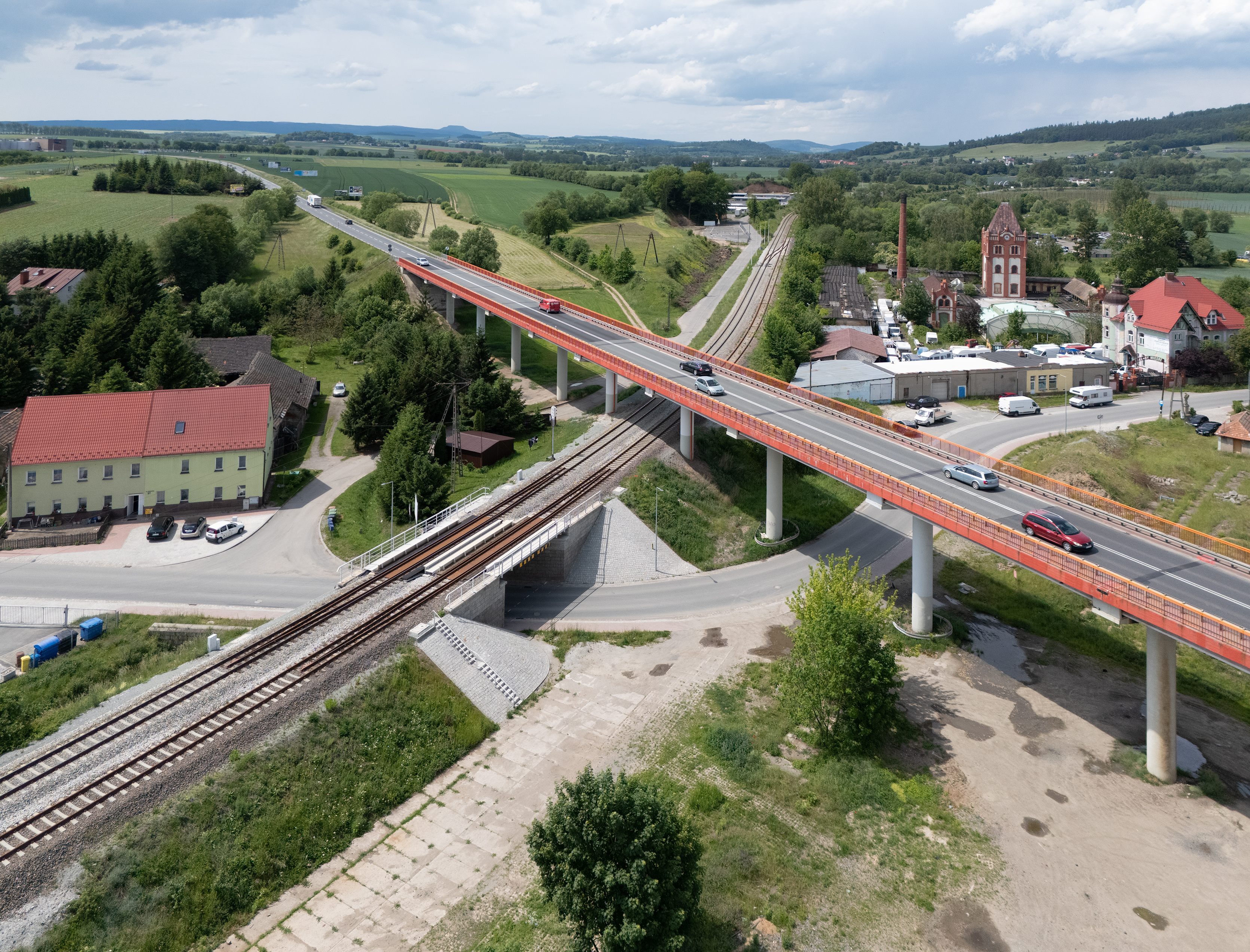
Linia kolejowa nr 286 w Kłodzku

Linia kolejowa nr 286 Kłodzko Główne – Wałbrzych Główny – czynna, niezelektryfikowana, drugorzędna, częściowo dwutorowa linia kolejowa w południowo-zachodniej Polsce o długości 52 kilometrów. Linia położona jest w województwie dolnośląskim. Według stanu na rok 2016, linią administruje zakład linii kolejowych spółki PKP Polskie Linie Kolejowe z siedzibą w Wałbrzychu.
Linia została wybudowana w latach 1876–1880 jako fragment Śląskiej Kolei Górskiej, będącej częścią projektowanej Centralnej Kolei Berlińsko-Wiedeńskiej. Magistrala posłużyć miała skróceniu o 120 kilometrów – względem dotychczasowej trasy przez Drezno i Pragę – drogi kolejowej łączącej obie europejskie stolice, stanowiąc tym samym najkrótsze połączenie tych miast. Budowa trasy, jednej z pierwszych w Prusach sfinansowanej przez państwo, miała również na celu aktywizację podupadłych gospodarczo, zasobnych w surowce mineralne terenów Przedgórza Sudeckiego i umożliwienie rozwoju przemysłu na tych terenach.
Po II wojnie światowej i zmianie granic państwowych linia weszła w skład majątku Polskich Kolei Państwowych, stając się od tego czasu linią o znaczeniu lokalnym. Mimo to linia do dziś posiada istotne znaczenie jako droga wywozu kruszywa wydobywanego w Górach Sowich i Górach Kamiennych.

## Charakterystyka
Pierwotnie pikietaż linii liczono dla całej Śląskiej Kolei Górskiej od Zgorzelca i Węglińca, przez Wałbrzych Główny (kilometr 345) do Kłodzka Głównego (kilometr 395,8). Od chwili przejęcia linii przez Polskie Koleje Państwowe do dziś kilometraż linii jest liczony przeciwnie niż przed II wojną światową – od Kłodzka w kierunku Wałbrzycha.

### Przebieg geograficzny
Linia kolejowa nr 286 odchodzi od stacji Kłodzko Główne w kierunku północno-zachodnim. Tuż po wyjściu ze stacji linia przekracza mostem Nysę Kłodzką, następnie rzekę Ścinawkę. Za miejscowością Gorzuchów Kłodzki tor szlakowy oddala się od rzeki i towarzyszącej jej szosy, przebiegając podnóżem Wzgórz Włodzickich między wzniesieniem Sobkowa Góra (354 m n.p.m.) a Grodziszczem (396 m n.p.m.). Linia wiedzie tędy do stacji Ścinawka Średnia, skąd odchodzą dawne linie (obecnie bocznice towarowe) do Tłumaczowa (dawna linia kolejowa do Broumova) i osiedla górniczego Słupiec (odcinek dawnej Kolei Sowiogórskiej).
Za Ścinawką Średnią tor szlakowy linii biegnie wysoko zboczami doliny rzeki Włodzicy. Następnie, na wysokości przysiółka Sarny, linia wkracza w obszar Gór Sowich, trawersując Nową Rudę szerokimi łukami między wzgórzami Krępiec (645 m n.p.m.), Ruda Góra (516 m n.p.m.) oraz Miedziane (502 m n.p.m.). Na odcinku pomiędzy Nową Rudą a Ludwikowicami Kłodzkimi znajdują się trzy duże wiadukty (o wysokości do 35 metrów), którymi linia pokonuje rozległe doliny rzeczne – zlokalizowane kolejno w Nowej Rudzie-Zatorzu, Zdrojowisku i Ludwikowicach.
Od Ludwikowic w kierunku miejscowości Świerki linia biegnie Doliną Włodzicy, oddzielającą Wzgórza Włodzickie od Wzgórz Wyrębińskich. Za Świerkami Dolnymi, tunelem pod Świerkową Kopą linia kolejowa nr 286 przekracza granicę między Górami Sowimi a Górami Kamiennymi. W dalszym przebiegu linia przyjmuje kierunek północno-północno-zachodni (NNW). Do Głuszycy Górnej linia kolejowa wkracza kolejnym wysokim wiaduktem.
Do Jedliny-Zdroju linia prowadzi przez tunel pod Sajdakiem. Tor szlakowy wiedzie przez miasto u północnego podnóża Rybnickiego Grzbietu. Przystanek Jedlina-Zdrój to dawna stacja – miejsce połączenia z dawną linią kolejową nr 285, zwaną również Koleją Bystrzycką. Za przystankiem osobowym Jedlina Górna pociągi wjeżdżają w najdłuższy tunel kolejowy w Polsce – Tunel pod Małym Wołowcem, skąd – ostatnim wysokim wiaduktem w ciągu linii (148 m długości i prawie 30 m wysokości) – wjeżdżają na stację Wałbrzych Główny.
Linia przebiega przez powiaty kłodzki i wałbrzyski oraz przez miasto na prawach powiatu – Wałbrzych. Na trasie linii znajdują się pięć miast: Kłodzko, Nowa Ruda, Głuszyca, Jedlina-Zdrój i Wałbrzych.
Na całej długości linia posiada przebieg zbliżony do drogi wojewódzkiej nr 381 (odcinki: Kłodzko – Gorzuchów i Nowa Ruda – Wałbrzych) oraz drogi wojewódzkiej nr 386 (na odcinku Gorzuchów – Nowa Ruda).

### Topografia linii
Przez brak utartego wcześniej drogowego ciągu komunikacyjnego, śladem którego mogła zostać poprowadzona kolej, linia została wybudowana w trudnym profilu topograficznym. Pokonanie przeszkód terenowych w postaci wzniesień i rozległych, poprzecznych dolin wymagało wzniesienia kilkudziesięciu obiektów inżynieryjnych różnej wielkości, w tym trzech tuneli i dziewięciu wysokich mostów. Dzięki wybudowaniu wspomnianych obiektów i przeprowadzeniu linii częściowo po nasypach, mimo przebiegu przez Sudety Środkowe średnie nachylenie szlaku wynosi zaledwie 4,3‰, podczas gdy normy pruskie dla głównych linii kolejowych dopuszczały nachylenie do 25‰.
Różnica wysokości między stacjami krańcowymi wynosi 220 metrów. Od stacji początkowej Kłodzko Główne (220 m n.p.m., kilometr 0,0) szlak wznosi się na odcinku blisko 35 kilometrów do najwyżej położonego w ciągu całej linii przystanku osobowego Bartnica (537 m n.p.m., kilometr 35,2). W kierunku stacji Głuszyca (485 m n.p.m., kilometr 42,4) pod względem topograficznym szlak ma charakter spadkowy. Od Głuszycy do przystanku Jedlina Górna (511 m n.p.m., kilometr 47,6) tor szlakowy ponownie wznosi się, natomiast w dalszej części do stacji końcowej Wałbrzych Główny (507 m n.p.m., kilometr 47,6) nieznacznie opada.

### Charakterystyka techniczna
Linia liczy dokładnie 52 kilometry. Współcześnie ma dwa tory na odcinkach od kilometra -0,246 do 22,182 (Kłodzko – Nowa Ruda) oraz od kilometra 28,855 do 43,014 (Ludwikowice Kłodzkie – Głuszyca). Na pozostałych odcinkach jest jednotorowa.
Do 2023 roku nie była zelektryfikowana ani wyposażona w elektromagnesy samoczynnego hamowania pociągów na całej długości.
Na wszystkich czynnych odcinkach ma oznaczenie kodowe klasy B2: maksymalny nacisk na oś to 177 kN/oś (18 t/oś), natomiast maksymalny nacisk liniowy to 63 kN/m (6,4 t/m).
Prędkość konstrukcyjna linii (parametr, któremu przyporządkowane są graniczne wartości elementów geometrycznych toru oraz zakres wyposażenia linii, przyjmowany umownie i niezwiązany z prędkością rozkładową) wynosi 100 km/h.
Zgodnie z regulacjami zarządcy infrastruktury obowiązującymi w rozkładzie jazdy 2014/2015 na linii Kłodzko – Wałbrzych obowiązywały następujące prędkości maksymalne:
| od km | miejsce zmiany prędkości ⇦ lokalizacja punktu wskazanego w kolumnie „od km” | do km  |                 |                 |                 |              |              |              |
| od km | miejsce zmiany prędkości ⇦ lokalizacja punktu wskazanego w kolumnie „od km” | do km  | tor nieparzysty | tor nieparzysty | tor nieparzysty | tor parzysty | tor parzysty | tor parzysty |
| od km | miejsce zmiany prędkości ⇦ lokalizacja punktu wskazanego w kolumnie „od km” | do km  | „P”             | „A”             | „T”             | „P”          | „A”          | „T”          |
| -0,568 | stacja Kłodzko Główne                                                       | -0,246 | 40              | 40              | 40              | brak toru    | brak toru    | brak toru    |
| -0,246 | stacja Kłodzko Główne                                                       | 3,000  | 40              | 40              | 40              | 20           | 20           | 20           |
| 3,000 | przepust w miejscowości Gołogłowy                                           | 6,660  | 40              | 40              | 40              | 100          | 100          | 80           |
| 6,660 | wiadukt nad DW 381 w miejscowości Gorzuchów                                 | 8,000  | 40              | 40              | 40              | 100          | 100          | 80           |
| 8,000 | przystanek osobowy Gorzuchów Kłodzki                                        | 13,635 | 40              | 40              | 40              | 100          | 100          | 80           |
| 13,635 | stacja Ścinawka Średnia                                                     | 14,450 | 40              | 40              | 40              | 40           | 40           | 40           |
| 14,450 | stacja Ścinawka Średnia                                                     | 14,500 | 80              | 80              | 60              | 40           | 40           | 40           |
| 14,500 | stacja Ścinawka Średnia                                                     | 22,182 | 80              | 80              | 60              | 80           | 80           | 60           |
| 22,182 | stacja Nowa Ruda                                                            | 23,600 | 80              | 80              | 60              | brak toru    | brak toru    | brak toru    |
| 23,600 | most nad potokiem Woliborka w Nowej Rudzie (Czarny most)                    | 28,855 | 30              | 30              | 30              | brak toru    | brak toru    | brak toru    |
| 28,855 | posterunek odgałęźny Ludwikowice Kłodzkie                                   | 28,900 | 30              | 30              | 30              | 80           | 80           | 50           |
| 28,900 | posterunek odgałęźny Ludwikowice Kłodzkie                                   | 43,014 | 80              | 80              | 50              | 80           | 80           | 50           |
| 43,014 | tunel pod górą Sajdak w Świerkach/Bartnicy                                  | 44,811 | 80              | 80              | 50              | 0            | 0            | 0            |
| 44,811 | przystanek osobowy Bartnica                                                 | 45,835 | 60              | 60              | 50              | 0            | 0            | 0            |
| 45,835 | przystanek osobowy Bartnica                                                 | 51,432 | 60              | 60              | 50              | brak toru    | brak toru    | brak toru    |
| „P” = prędkości dla pociągów pasażerskich, „A” = prędkości dla autobusów szynowych, „T” = prędkości dla pociągów towarowych Tabela nie zawiera ograniczeń wynikających z ostrzeżeń doraźnych i stałych. Stan na dzień: 18 października 2015 r. |                                                                             |        |                 |                 |                 |              |              |              |

Według stanu na rok 2016 linią administruje zakład linii kolejowych spółki PKP Polskie Linie Kolejowe z siedzibą w Wałbrzychu. Za utrzymanie fragmentu linii od stacji Kłodzko Główne do przystanku Jedlina-Zdrój (włącznie) odpowiada sekcja eksploatacji PKP PLK w Kłodzku, natomiast za pozostałą część linii sekcja eksploatacji w Wałbrzychu.
Linia formalnie podzielona jest na dwa odcinki:
- A: Kłodzko Główne – Ścinawka Średnia (od km -0,565 do km 14,067),
- B: Ścinawka Średnia – Wałbrzych Główny (od km 14,067 do km 51,432)[25].

Na całej długości linii zainstalowano urządzenia półsamoczynnej blokady liniowej. Lokalizacja czynnych posterunków następczych dzieli linię na pięć odstępów blokowych:
- Kłodzko Główne – Ścinawka Średnia (długość odstępu blokowego około 14 km, szlak dwutorowy),
- Ścinawka Średnia – Nowa Ruda (długość odstępu blokowego około 7 km, szlak dwutorowy),
- Nowa Ruda – Ludwikowice Kłodzkie (długość odstępu blokowego około 7 km, szlak jednotorowy),
- Ludwikowice Kłodzkie – Głuszyca (długość odstępu blokowego około 14 km, szlak dwutorowy),
- Głuszyca – Wałbrzych Główny (długość odstępu blokowego około 7 km, szlak jednotorowy)[26][3].

Zgodnie ze stanem na dzień 18 października 2015 roku na linii występują ograniczenia czasu pracy posterunków Nowa Ruda (czynny w godzinach 04:45-20:45) oraz Ludwikowice Kłodzkie i Głuszyca (czynne w godzinach 05:00-21:00).
Maksymalna dopuszczalna długość pociągów towarowych kursujących po linii (liczona wraz z czynną lokomotywą) wynosi na odcinku Kłodzko Główne – Ścinawka Średnia 480 metrów, a na odcinku Ścinawka Średnia – Wałbrzych Główny 400 metrów.
We wszystkich tunelach linii (kilometry: 33,470-36,640, 43,900-44,290 oraz 47,990-49,590) obowiązuje zakaz stosowania lokomotywy popychającej, jeżeli pociąg prowadzony jest z użyciem trakcji parowej. Zakaz wprowadzono ze względu na brak dostatecznej wentylacji obiektów.
Droga hamowania na wszystkich odstępach blokowych linii kolejowej nr 286 wynosi 700 metrów. Łuki o najmniejszym promieniu (R=229 m) znajdują się między Nową Rudą a Ludwikowicami Kłodzkimi.

## Historia

### Geneza

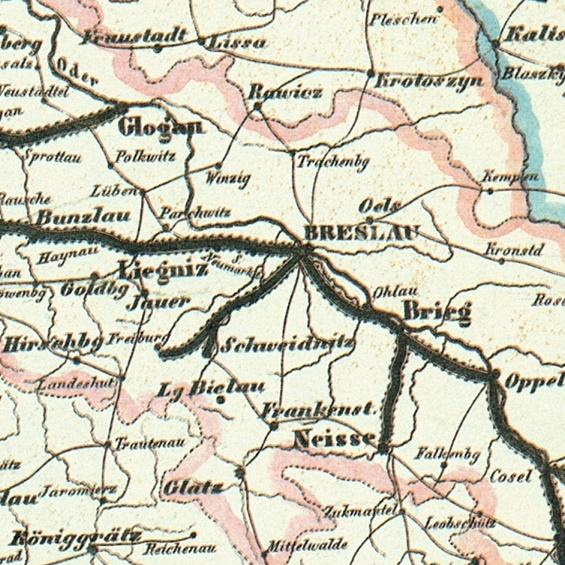
Kolej i ważniejsze połączenia drogowe na Dolnym Śląsku w roku 1849. W rejonie pomiędzy Wałbrzychem a Kłodzkiem brak istotnych ciągów komunikacyjnych.

Postulat budowy linii między Kłodzkiem a Wałbrzychem, wysuwany przez lokalną burżuazję i władze, w latach 1853–1854 stał się częścią większego planu budowy wielowariantowego połączenia Berlina z Wiedniem. Rozważając przebieg wariantu prowadzącego przez zachodnią część Śląska, pierwotnie rozpatrywano przeprowadzenie kolei z Berlina przez Cottbus, Zgorzelec i Liberec (preferowany przez państwo) lub budowy linii z Legnicy przez Dzierżoniów do Kłodzka i Międzylesia (sugerowany przez władze wojskowe). Ostatecznie przyjęto do realizacji trasę: Berlin – Cottbus – Zgorzelec – Jelenia Góra – Wałbrzych – Kłodzko, z odgałęzieniami Zgorzelec – Liberec oraz Lubań – Węgliniec.
Pierwsze linie kolejowe na terenie państw niemieckich wznoszono od połowy lat trzydziestych dziewiętnastego wieku jako przedsięwzięcia prywatne, nieuwzględniane początkowo jako część większego systemu transportowego. Z czasem inicjatywę budowy linii podejmowało również państwo, szczególnie tam, gdzie dostrzegano potrzebę budowy kolei, ignorowaną przez kapitał prywatny ze względów ekonomicznych (np. wysokich kosztów budowy w trudnych warunkach topograficznych).
Z przeprowadzeniem linii kolejowej w rejonie Przedgórza Sudeckiego wiązano nadzieje na stymulację podupadłych gospodarczo ośrodków przemysłu włókienniczego i wydobywczego. Mimo wielowiekowych tradycji wytwórczych, wskutek braku odpowiednich połączeń komunikacyjnych z potencjalnymi odbiorcami towarów i kopalin, region przestał być konkurencyjny.
Wzniesienie linii o założonym przebiegu wiązało się z pokonaniem licznych przeszkód terenowych i wzniesieniem licznych obiektów inżynieryjnych. Żadna spośród działających wówczas spółek kolejowych ze względów finansowych nie chciała się podjąć tak trudnej inwestycji. Mając na uwadze znaczenie projektowanej magistrali dla miejscowej gospodarki, minister finansów August von der Heydt wydał zgodę na przeprowadzenie prac przedwstępnych na koszt państwa. W roku 1855 przeprowadzono pomiary terenowe pomiędzy Zgorzelcem a Wałbrzychem, natomiast rok później – między Wałbrzychem a Kłodzkiem i Międzylesiem. Poza wyliczeniem kosztów budowy dokonano wówczas analizy potencjału przewozowego. Wysokie koszty budowy odcinka Wałbrzych–Kłodzko sprawiły, że szykowaną inwestycję podzielono na dwa etapy. Priorytetowo potraktowano budowę istotnego gospodarczo odcinka ze Zgorzelca do Wałbrzycha, 18 lipca 1862 roku przyznając ustawą Sejmu Pruskiego środki na jego budowę. Prace nad odcinkiem z Wałbrzycha do Międzylesia odłożono natomiast w czasie.

### Budowa linii
Po doprowadzeniu Śląskiej Kolei Górskiej do Wałbrzycha, prace nad dalszą częścią inwestycji ustały na okres blisko 10 lat. W roku 1869 rozwiązano Królewską Komisję Budowy Śląskiej Kolei Górskiej, a zarząd nad linią powierzono powstałej na bazie znacjonalizowanej spółki kolejowej Królewskiej Dyrekcji Kolei Dolnośląsko-Marchijskiej, będącej protoplastą Dyrekcji Kolei we Wrocławiu.
Przez wiele lat Austrię charakteryzowała niechęć do wszelkich projektów budowy prusko-austriackich przejść granicznych, co negowało zasadność wszelkich przedsięwzięć kolejowych na omawianym terenie. Sprzeciw rządu wiedeńskiego w kwestii forsowanego przez władze prowincji śląskiej poprowadzenia linii przez granicę w Międzylesiu, zamiast ze Zgorzelca prostą linią do Pardubic, oraz wysokie koszty poprowadzenia odcinka z Wałbrzycha do Kłodzka w trudnym terenie górskim sprawiły, że realizację Śląskiej Kolei Górskiej na odcinku od Wałbrzycha do Międzylesia odłożono w czasie. Inny problem stanowił początkowo sprzeciw pruskich władz wojskowych dla budowy kolei w pobliżu twierdz, w tym Twierdzy Kłodzkiej .
Problem negatywnego stanowiska Austrii wobec budowy kolejowych przejść granicznych rozwiązało zakończenie wojny prusko-austriackiej, które nastąpiło pokojem praskim, w praktyce eliminującym Austrię ze współdecydowania o państwach niemieckich i stawiających Prusy na uprzywilejowanej pozycji. Wojna potwierdziła przydatność kolei w prowadzeniu operacji wojskowych, co przyczyniło się do zmiany nastawienia wojskowych i odblokowania budowy linii w pobliżu twierdz. Aktualna pozostała natomiast kwestia kosztownego przeprowadzenia Śląskiej Kolei Górskiej przez Góry Sowie.
Państwo pruskie rozważało trasowanie kolei inną drogą, przez Broumov, co spotkało się z ostrym protestem reprezentantów ziemi kłodzkiej w sejmie pruskim. Po interwencji samorządowców u ministra handlu hrabiego Heinricha von Inteplitza udało się uzyskać zapewnienie, że kolej zostanie przeprowadzona przez Głuszycę i Nową Rudę. Jeszcze w grudniu 1866 r. ministerstwo przysłało do Kłodzka swoich reprezentantów, by ustalić z władzami cywilnymi i wojskowymi miejsce ulokowania dworca kolejowego. Niebawem jednak ogłoszono, że ze względów oszczędnościowych budowa kolei Wałbrzych – Kłodzko zostanie ponownie odłożona w czasie, natomiast w pierwszej kolejności powstanie linia z Wrocławia do Międzylesia i dalej do Usti nad Orlici.
Wybudowanie w latach 1870–1875 przez kontrolowaną przez państwo Kolej Górnośląską linii Wrocław – Międzylesie (która na odcinku Kłodzko – Międzylesie pokrywała się w swoim przebiegu z pierwotnie założonym szlakiem Śląskiej Kolei Górskiej) przerwało impas w doprowadzeniu inwestycji do końca. Nie bez znaczenia był lobbing środowiska lokalnego, które regularnie w petycjach i korespondencji kierowanej do władz państwowych wyrażały swoje niezadowolenie z odwlekania inwestycji.
Na posiedzeniu sejmu pruskiego z 17 czerwca 1874, uchwałą w sprawie rozbudowy państwowej sieci kolejowej, przydzielono na budowę końcowego etapu Śląskiej Kolei Górskiej nieco ponad 8 milionów talarów. Jesienią tego samego roku podjęto rozporządzenie ministra w sprawie wywłaszczenia gruntów, a Królewska Dyrekcja Kolei Dolnośląsko-Marchijskiej otrzymała polecenie przystąpienia do budowy linii. Ostateczne trasowanie przyszłego szlaku, na odcinku Wałbrzych – Głuszyca różniące się dość znacznie od pierwotnego projektu, zakończono w roku 1876. Wykup gruntów, rozpoczęty jeszcze w 1875 roku, zakończył się dopiero po dwóch latach. Budowę podzielono na pięć odcinków, z biurami budowlanymi w Wałbrzychu, Jedlinie-Zdroju, Bartnicy, Nowej Rudzie oraz Kłodzku. Roboty rozdzielono pomiędzy sześciu wykonawców.
Budowę rozpoczęto tym razem od strony Kłodzka. Prace na odcinku Wałbrzych – Nowa Ruda były przedsięwzięciem szczególnie trudnym, gdyż szlak wytrasowano zboczem głównego grzbietu Gór Sowich. Między Wałbrzychem a Ludwikowicami Kłodzkimi wykuto 3 tunele. Pokonanie głębokich, poprzecznych dolin między Głuszycą a Nową Rudą wymagało budowy 8 wielkich stalowych mostów i wiaduktów, spośród których jeden, w Nowej Rudzie-Zatorzu, mierzy około 32 metrów wysokości i należy do najwyższych na Śląsku. Wiele fragmentów wspomnianej trasy wykuto w litej skale. Prace ziemne oraz budowa tuneli i mostów miały miejsce w latach 1879–1880.
Łatwiejszy terenowo odcinek z Kłodzka do Nowej Rudy oddano do użytku 15 października 1879 roku. Całą linię z Wałbrzycha do Kłodzka uruchomiono w październiku 1880 r.

### Eksploatacja przed rokiem 1945
Ciągły wzrost liczby przewożonych pasażerów i ładunków w pierwszych latach dwudziestego wieku zaważyły o budowie pierwotnie planowanego drugiego toru. Inwestycja wiązała się z gruntowną przebudową stacji, miejscami zaś z przesuwaniem szlaku. Prace przeprowadzono w latach 1909–1912.
Na dwudziestolecie międzywojenne przypada rekordowe obciążenie linii w całej jej historii. W roku 1937 dziennie przejeżdżało linią 27 pociągów pasażerskich (25 osobowych i dwa pośpieszne) oraz sporo pociągów towarowych.
Pod koniec lat 30. dwudziestego wieku rozważano elektryfikację linii z wykorzystaniem elektrowni w Ścinawce Średniej, służącej od roku 1914 sieci kolei elektrycznych funkcjonującej eksperymentalnie w rejonie Wałbrzycha i Jeleniej Góry (pierwszy etap Śląskiej Kolei Górskiej wraz z większością odgałęzień). Z planów zrezygnowano na skutek ogólnej recesji gospodarczej oraz przesunięcia środków Deutsche Reichsbahn na budowę autostrady Berlin – Wrocław (dzisiejsza A18 i A4).
W czasie II wojny światowej uległ ograniczeniu ruch pasażerski.
Na początku maja 1945 r. dowództwo Wehrmachtu zamierzało zniszczyć wiadukt w Ludwikowicach Kłodzkich. Nie doszło do tego ze względu na protesty okolicznych mieszkańców. Jednej z majowych nocy obiekt rozminowali pracownicy miejscowej stacji – dyżurni ruchu Fritz Ansorge i Alfred Hilbig.
Uciekający przed Armią Czerwoną Niemcy wysadzili natomiast 8 maja 1945 r. około godziny 20:00 wiadukt w Nowej Rudzie-Zatorzu. Linia Kłodzko – Wałbrzych stała się wówczas nieprzejezdna.

### Eksploatacja linii po II wojnie światowej
W wyniku zmian geopolitycznych po II wojnie światowej Ziemie Zachodnie znalazły się w granicach Polski, a zarząd nad większością linii wybudowanych bądź zarządzanych dawniej przez koleje niemieckie przejęły Polskie Koleje Państwowe.
Na skutek braku możliwości przejazdu przez Nową Rudę i wymuszonego rozdzielenia linii na dwa odrębne odcinki, dla tranzytu pociągów z wałbrzyskim węglem wysyłanych na południe Europy tuż po wojnie wykorzystywano początkowo linię Ścinawka Średnia – Otovice. Wobec nasilających się roszczeń czechosłowackich odnośnie Ziemi Kłodzkiej, 18 marca 1946 r. Polacy przerwali ruch pociągów przez Tłumaczów, demontując w obawie przed czeską agresją 80 metrów toru na granicy państwowej. Od tego czasu objazdy pociągów towarowych poprowadzono przeciążoną Magistralą Podsudecką.
Od 8 czerwca 1946 roku ruch wznowiono po prowizorycznym, jednotorowym, drewnianym moście tymczasowym zwanym mostem na zapałkach – od skrzypiącej konstrukcji. Właściwy wiadukt otwarto po odbudowie jednego z przęseł 27 listopada 1946 r..
Po zmianach granic państwowych linia Kłodzko-Wałbrzych z części dawnej krajowej magistrali stała się linią o znaczeniu lokalnym. W latach 60. XX w. przewozy spadły nieco w stosunku do dotychczasowych, utrzymując się na zbliżonym poziomie do końca lat osiemdziesiątych.

### Eksploatacja linii po roku 1990
Zmiany społeczno-gospodarcze na początku lat 90. spowodowały gwałtowny spadek przewozów, redukcję zatrudnienia przy obsłudze linii i stopniowe niszczenie opustoszałych zabudowań stacyjnych. Jedyne czynne stacje pozostawiono w Ścinawce Średniej, Nowej Rudzie, Ludwikowicach Kłodzkich i Głuszycy. Pozostałe posterunki ruchu zamieniono na przystanki osobowe.
Na przełomie lat 1999 i 2000, równolegle z zamknięciem ostatnich kopalni Dolnośląskiego Zagłębia Węglowego funkcjonujących w Nowej Rudzie i będącą konsekwencją tego faktu zapaścią gospodarczą regionu, liczba pociągów osobowych PKP na linii została ograniczona do czterech par połączeń dziennie. Przez pogarszający się stan techniczny nieutrzymywanej należycie linii, ruch pociągów prowadzono z prędkością ograniczoną miejscami do 15 kilometrów na godzinę (m.in. przez wiadukt w Ludwikowicach Kłodzkich).
31 marca 2006 r. zawieszono całkowicie prowadzenie pociągów pasażerskich na całej długości linii, czyniąc wyjątek na okres wakacji w 2007 roku, gdy linią wytrasowano pospieszny pociąg Jelenia Góra – Kraków. Kontynuowano natomiast prowadzenie przewozów towarowych.
W roku 2008 zagrażający bezpieczeństwu wiadukt w Ludwikowicach zamknięto dla ruchu pociągów, ponownie przerywając przejezdność całej trasy.
Przed wznowieniem przewozów pasażerskich PKP Polskie Linie Kolejowe przeprowadziły na wielu odcinkach linii prace remontowe, pozwalające przywrócić pełną przejezdność i parametry techniczne umożliwiające powrót pociągów osobowych. Niewielkie opóźnienie w zakończeniu prac sprawiło, że połączenia uruchomiono blisko 2 tygodnie później niż pierwotnie założono. 3 stycznia 2009 roku miał miejsce pierwszy, próbny przejazd autobusem szynowym na nieczynnej jeszcze wówczas linii. Regularne kursowanie pociągów rozpoczęto 5 stycznia. Dzień później, 6 stycznia zorganizowano specjalny przejazd inauguracyjny, w którym oprócz mieszkańców, władz i pracowników spółki wzięli udział przedstawiciele samorządów gmin zlokalizowanych wzdłuż linii: Wałbrzycha, Jedliny-Zdrój, Głuszycy i Nowej Rudy.
Linia Wałbrzych-Kłodzko była ujmowana w planach modernizacyjnych PKP PLK jako ciąg wywozowy tłucznia z Dolnego Śląska, ale po roku 2010 została z nich wykreślona. W latach 2010–2011 przeprowadzono remont odcinka Ścinawka Średnia – Kłodzko Główne, gdzie przez zły stan techniczny ograniczono prędkość pociągów do 40 kilometrów na godzinę.
Podczas spotkania z władzami samorządowymi we Wrocławiu w marcu 2011 roku prezes PKP PLK Zbigniew Szafrański oświadczył, że utrzymanie przez PKP PLK lokalnych linii kolejowych Kłodzko – Wałbrzych, Kłodzko – Kudowa-Zdrój, Kłodzko – Stronie Śląskie, a także Jelenia Góra – Lwówek Śląski będzie uzależnione od udziału finansowego samorządu wojewódzkiego w ich remoncie. Prezes PKP PLK apelował o rozważny wybór linii kolejowych zgłaszanych przez samorząd do modernizacji ze środków regionalnego programu operacyjnego.
W 2016 roku spółka zależna PKP PLK „Dolkom” przeprowadziła naprawę mostów w Ludwikowicach, Głuszycy i Wałbrzychu
13 lipca 2022 roku PKP PLK ogłosiła przetarg na opracowanie dokumentacji projektowej na modernizację odcinka Kłodzko – Ścinawka Średnia w kilometrach od 0,395 do 13,360 oraz na elektryfikację w ramach opcji nr 2.

## Infrastruktura

### Szlak
Linia kolejowa z Wałbrzycha do Kłodzka została wybudowana jako jednotorowa, a następnie w latach 1913–1914 przebudowana na dwutorową.

#### Tunele

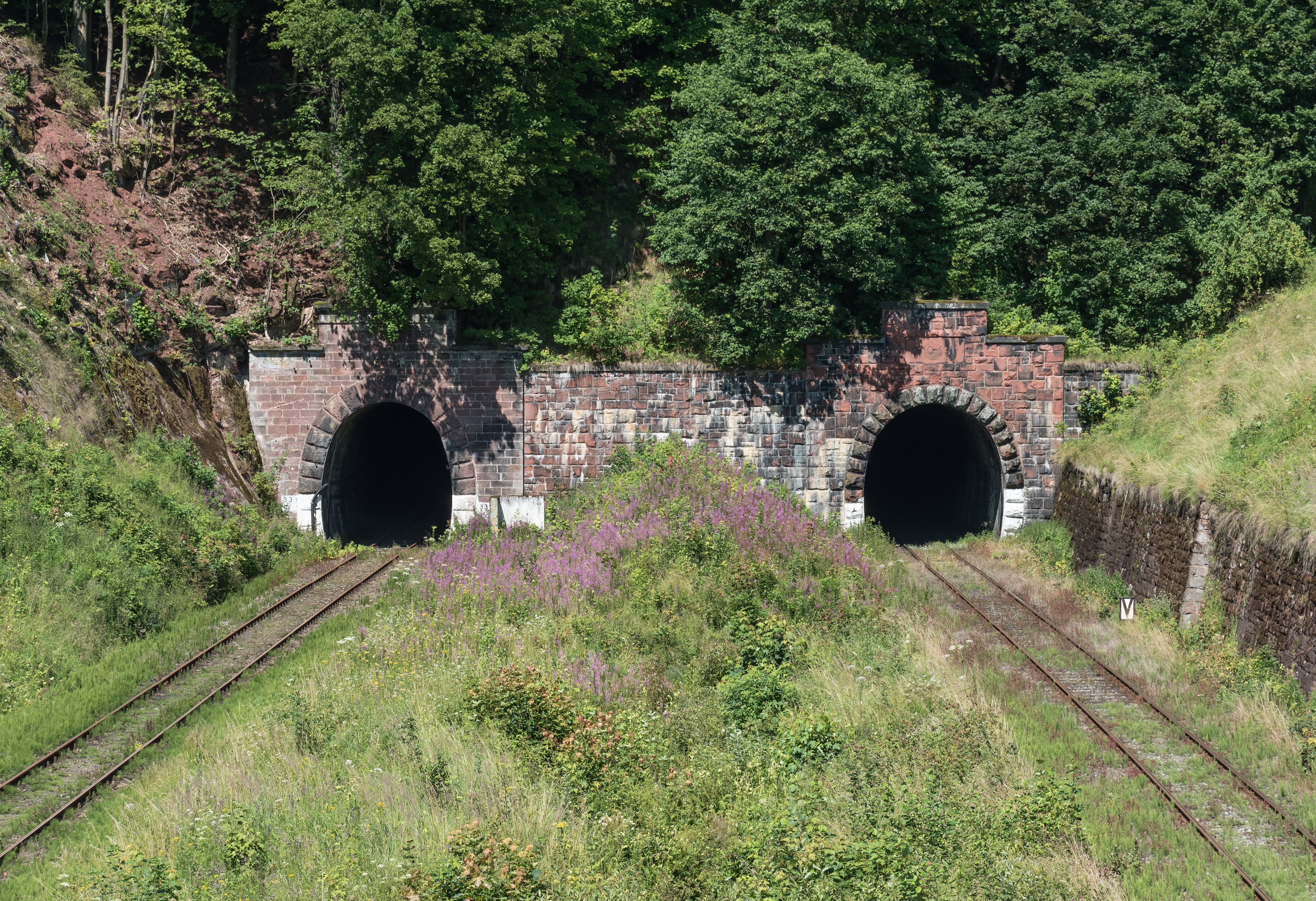
Tunel w Świerkach

Na trasie linii znajdują się trzy tunele zgrupowane na odcinku 17 km:
- Tunel pod Małym Wołowcem
- Tunel pod Sajdakiem
- Tunel w Świerkach

#### Wiadukty
Na linii wybudowano 2 mosty i 8 wiaduktów.

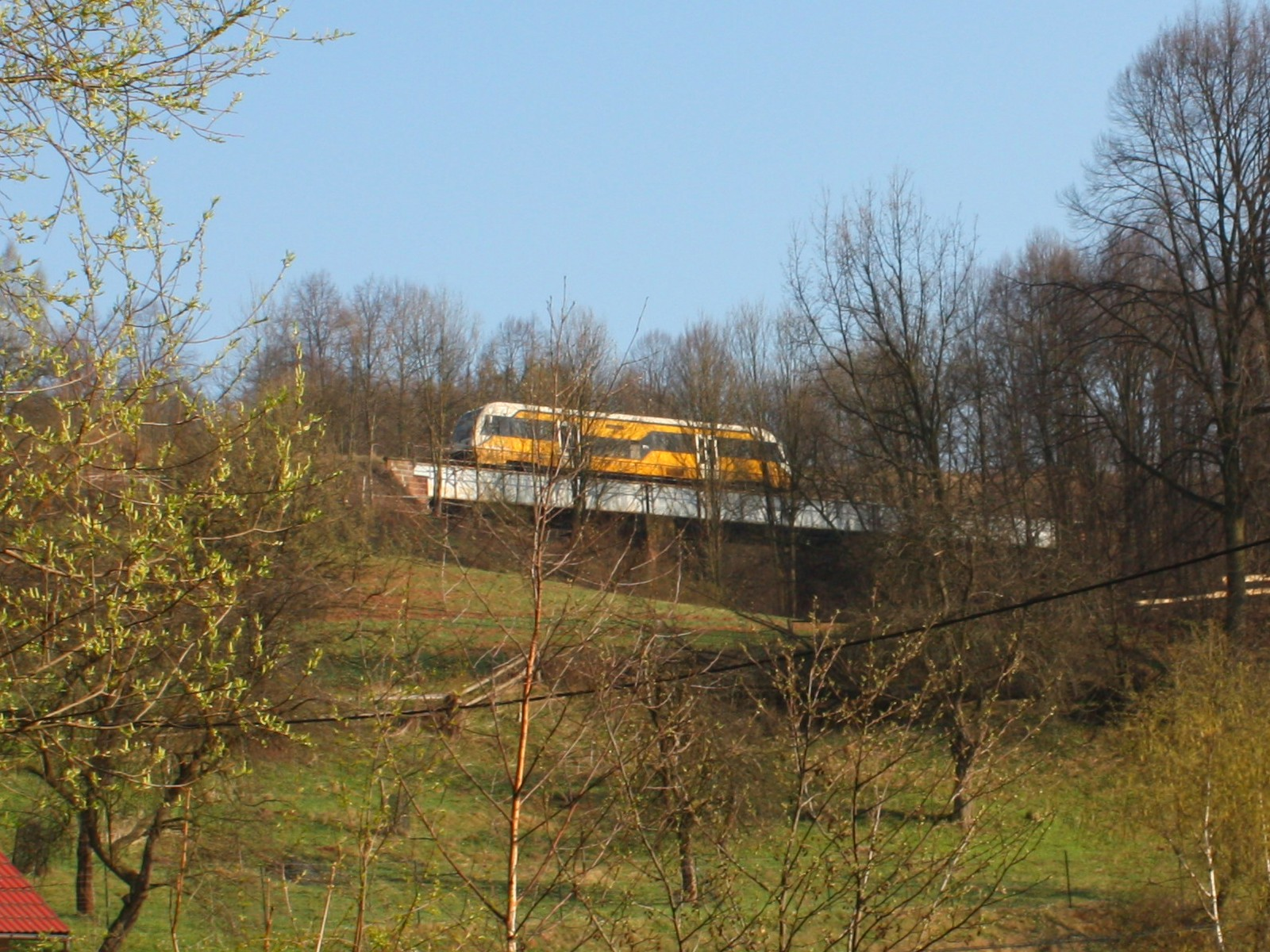
SA106 na wiadukcie we Włodowicach
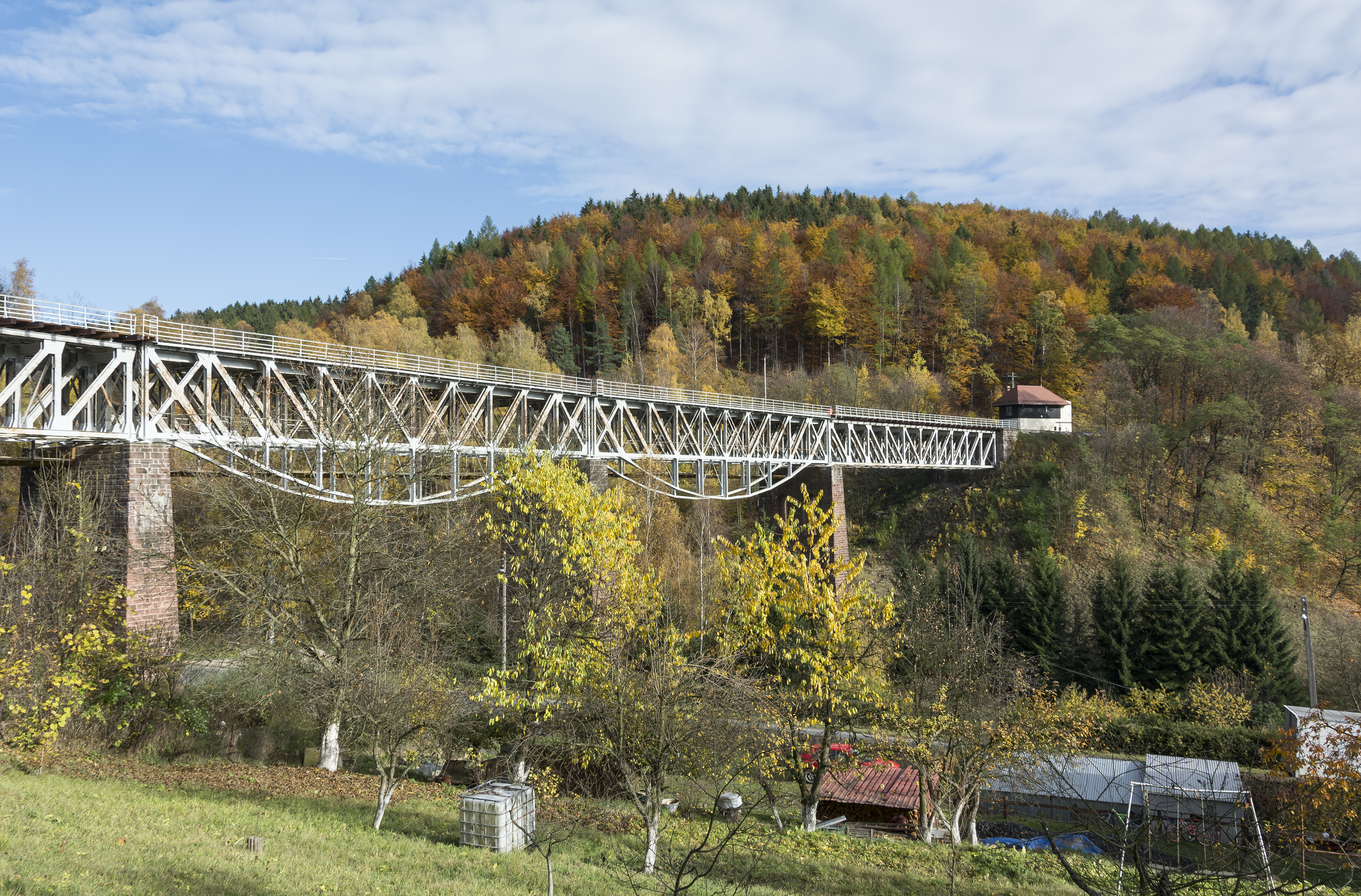
Ludwikowice Kłodzkie wiadukt
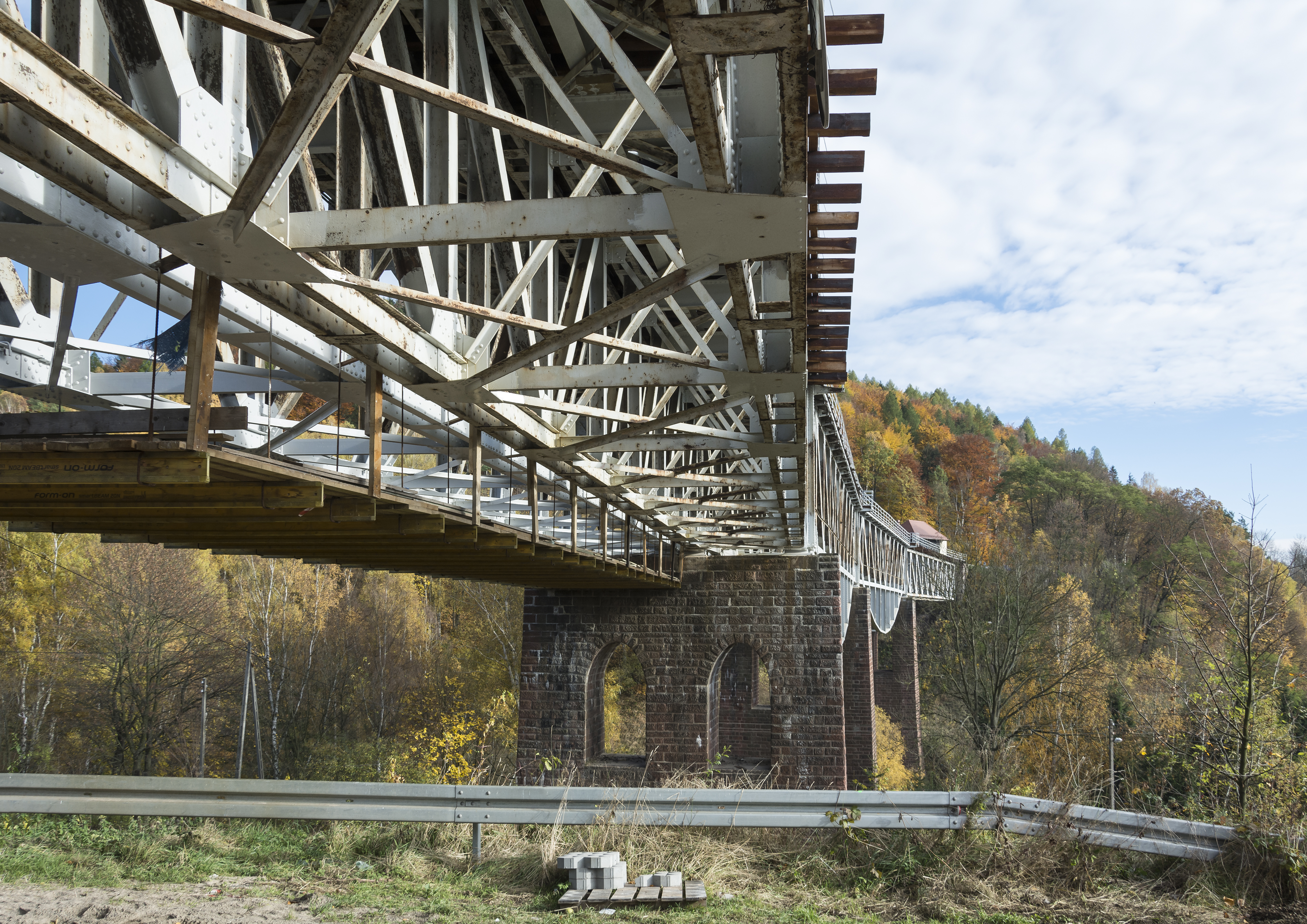
Ludwikowice Kłodzkie wiadukt
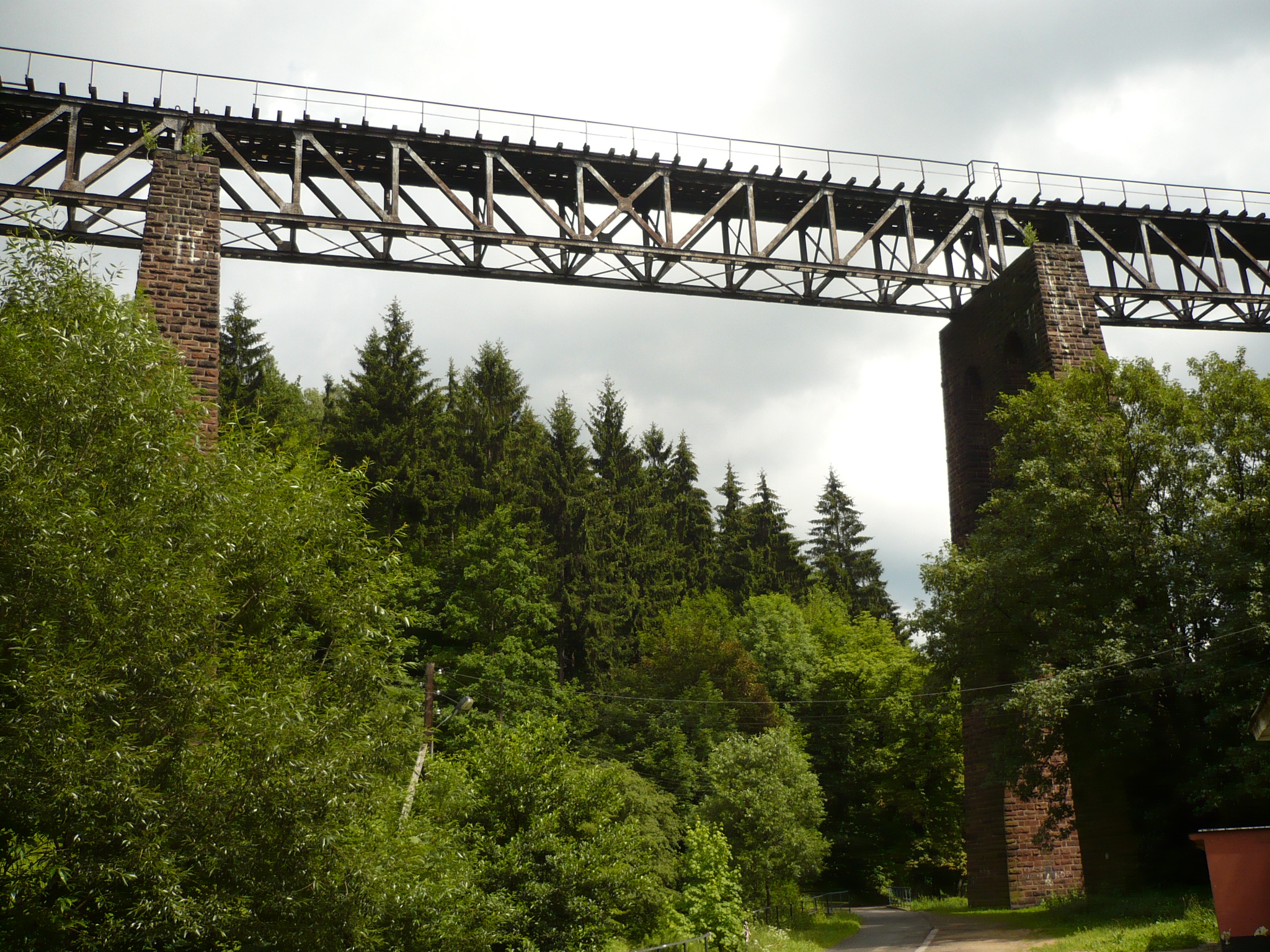
Wiadukt w Nowej Rudzie

### Punkty eksploatacyjne
Pierwotnie między krańcowymi stacjami linii uruchomiono sześć stacji pośrednich:
- Jedlina Zdrój,
- Głuszyca,
- Bartnica,
- Nowa Ruda,
- Ścinawka Średnia,
- Gorzuchów Kłodzki[64].

Po oddaniu do eksploatacji drugiego etapu Śląskiej Kolei Górskiej, dworce na stacjach Wałbrzych Główny i Kłodzko Główne uzyskały układ wyspowy. W Wałbrzychu, gdzie wszystkie linie wchodzące w skład węzła znajdowały się pod wspólnym zarządem Królewskiej Dyrekcji Kolei Dolnośląsko-Marchijskiej z siedzibą w Berlinie, pociągi wyprawiano ze wszystkich peronów. W Kłodzku, gdzie do momentu nacjonalizacji kolei pruskich linią do Międzylesia zarządzała Kolej Górnośląska, pociągi na linii Wrocław-Międzylesie kursowały ze wschodniej części stacji, natomiast zachodnia część (obecnie nieużywana w planowym ruchu pasażerskim) stanowiła tak zwany dworzec wałbrzyski.
Lokalizacja pierwszych stacji kolejowych wynikła z potrzeb społecznych i gospodarczych rozpoznanych w momencie projektowania i budowy linii. Z biegiem czasu na linii utworzono dodatkowe przystanki osobowe, z czasem przekształcone w stacje:
- Głuszyca Górna, uruchomiony w 1880 roku dla mieszkańców oddalonej od dworca części miejscowości, w latach 1902–1904 przebudowany na stację z myślą o pociągach dowozowych dla pracowników miejscowych kopalni;
- Ludwikowice Kłodzkie, uruchomiony w 1881 roku wraz z punktem zdawczo-odbiorczym kopalni Wenceslaus dla mieszkańców pozbawionych po uruchomieniu kolei pasażerskich omnibusów pocztowych;
- Bierkowice, czynny od roku 1894;
- Zdrojowisko, wybudowany za zgodą władz kolei i uruchomiony na przełomie 1895 i 1896 roku przez właściciela miejscowego sanatorium;
- Jedlina Górna, uruchomiony w 1898 roku na potrzeby uzdrowiska, po przebudowie linii na dwutorową – stacja;
- Świerki Dolne, uruchomiony w roku 1900 na potrzeby mieszkańców miejscowości, od 1905 r. stacja służąca miejscowym spedytorom i nadaniu wagonów z pobliskich kopalń[67].

### Połączenia z innymi liniami kolejowymi
| Stacja węzłowa:      | Linie odbiegające od linii 286: | Linie odbiegające od linii 286: | Linie odbiegające od linii 286: | Linie odbiegające od linii 286: | Linie odbiegające od linii 286: | Źródła:      |
| Stacja węzłowa:      | Nr linii (według PKP)           | kierunek:                       | rok uruchomienia:               | aktualny status:                | aktualny status:                | Źródła:      |
| Stacja węzłowa:      | Nr linii (według PKP)           | kierunek:                       | rok uruchomienia:               | czynna/nieczynna                | rodzaj ruchu                    | Źródła:      |
| -------------------- | ------------------------------- | ------------------------------- | ------------------------------- | ------------------------------- | ------------------------------- | ------------ |
| Kłodzko Główne       | 276                             | Wrocław Główny                  | 1880                            | czynna                          |                                 | [ 3 ] [ 69 ] |
| Kłodzko Główne       | 276                             | Międzylesie                     | 1880                            | czynna                          |                                 | [ 3 ] [ 69 ] |
| Ścinawka Średnia     | 327                             | Bielawa Zachodnia Dworzec Mały  | 1902                            | częściowo czynna                |                                 | [ 3 ] [ 69 ] |
| Ścinawka Średnia     | 327                             | Radków                          | 1903                            | rozebrana                       |                                 | [ 3 ] [ 69 ] |
| Ścinawka Średnia     | 272                             | Tłumaczów                       | 1884                            | częściowo czynna                |                                 | [ 3 ] [ 69 ] |
| Ludwikowice Kłodzkie |                                 | Miłków                          | ok. 1890                        | czynna                          |                                 | [ 3 ] [ 69 ] |
| Jedlina-Zdrój        | 266                             | Wrocław Główny                  | 1904                            | czynna                          |                                 | [ 3 ] [ 69 ] |
| Wałbrzych Główny     | 274                             | Wrocław Świebodzki              | 1880                            | czynna                          |                                 | [ 3 ] [ 69 ] |
| Wałbrzych Główny     | 274                             | Zgorzelec                       | 1880                            | czynna                          |                                 | [ 3 ] [ 69 ] |